# Richetita
La richetita es un mineral raro de uranio de la clase de los óxidos. Su fórumula química es  (Fe3+,Mg)Pb 8.6(UO₂)36O36(OH)24· 41H₂O. Fue nombrado en honor a Emile Richet (1884-1939), geólogo belga, exjefe de geólogos de la Unión Minera de Haut-Katanga.

## Estructura y composición
La richetita es un mineral raro secundario de uranio que se forma en la zona oxidada de un depósito hidrotermal de uranio, como los de su localidad tipo, la Mina Shinkolobwe.  La richetita se da como cristales laminares, aplanados en {001}, de hasta 0,1 mm, en agregados lamelares en agujas de uranofano. Bajo el microscopio, los cristales tabulares se componen de varias láminas superpuestas, a menudo con un muy pequeña diferencia en la orientación. La estructura de la richetita, con un  grupo espacial P1, a = 12.0919(2), b = 16.3364(4), c = 20.2881(4) Å, α = 68.800(2), β = 78.679(2), γ = 76.118(2 )°, con V = 3600,65(14) Å3 y Z = 1, se resolvió mediante el algoritmo de cambio de carga y se refinó a un índice de concordancia (R) del 5,6 % para dar 9955 reflejos únicos recopilados mediante una fuente de rayos X de microfoco.
Se da en asociación de otros minerales de uranio como la uraninita, uranofana, becquerelita, masuyita, torbernita, kasolita, rutherfordina, y la wölsendorfita en zonas de Shinkolobwe; pero en República Checa se asocia con metazeunerita, nováčekita, zeunerita, antlerita,y la langita.
Esta se compone de un 66,15% de uranio, 14,40% de plomo, 18,9% de oxígeno y un 0,56% de hidrógeno.
La richetita se descompone con una gota de ácido clorhídrico concentrado, como la Masuyita o la Fourmarierita.

## Yacimientos
La richetita solo se da en 2 ubicaciones en el mundo, en la mina de Shinkolobwe, República Democrática del Congo y en Jáchymov, República Checa.